# Villecomtal-sur-Arros
Villecomtal-sur-Arros település Franciaországban, Gers megyében. Lakosainak száma 833 fő (2022. január 1.). Villecomtal-sur-Arros Rabastens-de-Bigorre, Betplan, Haget, Laguian-Mazous és Montégut-Arros községekkel határos.

## Népesség
A település népessége az elmúlt években az alábbi módon változott:
| Lakosok száma | 572  | 671  | 743  | 801  | 835  | 838  | 853  | 848  | 837  | 833  |
|               | 1968 | 1982 | 1999 | 2006 | 2011 | 2015 | 2017 | 2018 | 2020 | 2022 |